# Jean Marcillac
Pour les articles homonymes, voir Marcillac.
Œuvres principales
- On ne tue pas pour s'amuser

Jean Marcillac, pseudonyme de Jean Jeannin, né à Paris 1er le 16 octobre 1902 et mort le 14 août 1996 à Vernon (Eure),, est un écrivain, journaliste, historien, homme de radio, scénariste, dialoguiste, acteur et producteur de films français.

## Biographie
Jean Marcillac, avant tout connu pour être un auteur de romans policiers, avec sa figure centrale de Nick Carter, et ayant obtenu en 1959 le prix du Quai des Orfèvres pour son roman On ne tue pas pour s'amuser, fut aussi un homme de radio (ayant notamment travaillé à Europe 1) et un journaliste.
Chef de publicité pour une entreprise américaine avant l'entrée en guerre, Jean Marcillac devient ensuite scénariste, dialoguiste, acteur, producteur et réalisateur de cinéma, fréquentant notamment Henri-Georges Clouzot, Roger Dallier, Georges Folgoas ou encore Daniel Rivière. Il adaptera en particulier deux de ses romans policiers.
En tant qu'homme de lettres engagé il publie, en pleine effervescence des événements de mai 1968, un Dictionnaire français-argot, aux éditions de la Pensée moderne, illustré par le caricaturiste Jean Sennep.
Enfin Jean Marcillac est aussi un historien français, très peu reconnu, ayant notamment travaillé aux éditions Historama et aux éditions Famot, à Genève. Ces dernières, alors dirigées par l'ancien résistant trotskiste Albert Demazière, ont notamment publié une remarquable petite synthèse de Marcillac sur la vie à Sparte durant l'Antiquité.

## Œuvres

### Publications

#### Romans
- Bourrel connaît la Musique
- Injustice est faite, coll. « Le Gibet », Robert Laffont, 1955
- Nick Carter contre le Crime
- Nick Carter et les Espions
- Nick Carter Justicier
- Nick Carter va tout casser, coll. « Espionnage », Arabesque, 1965
- On ne tue pas pour s'amuser, coll. « Le point d'interrogation », Hachette, 1959, prix du Quai des Orfèvres 1959
- Tapis vert et Tentures noires, Le Masque, Champs-Élysées, 1966, prix du roman d'aventures 1966

#### Nouvelles
- Colin-Maillard
- Témoin dans la Nuit
- Une Étoile dans la Brume

#### Histoire
- Les Égaux Spartiates, Genève, Famot, 1975
- Les Grands Espions de la Seconde Guerre mondiale (collectif), Genève, 1974

### Cinéma

#### Scénariste
- 1957 : Alerte aux Canaries d'André Roy
- 1964 : Nick Carter va tout casser de Henri Decoin
- 1973 : La Brigade en folie de Philippe Clair
- 1980 : La Petite Valise de Roger Dallier (téléfilm)

#### Acteur
- 1974 : Le Chien des Baskerville de Georges Folgoas
- 1974 : Nick Carter détective de Georges Folgoas

### Théâtre
- 1974 : Au théâtre ce soir : Nick Carter détective de Jean Marcillac, mise en scène René Clermont, réalisation Georges Folgoas, Théâtre Marigny